# Дом „Радиче Фосати“
Дом „Радиче Фосати“ (на италиански: Casa Radice Fossati), бивш Дворец „Станга Атендоло Болонини“ (Stanga Attendolo Bolognini), е историческа сграда на ул. „Капучо“ 13 в Милано, Северна Италия.

## История и описание
Сградата е един от най-старите примери за благородническа жилищна архитектура в Милано: в своите примитивни форми, в по-голямата си част запазени отвън, датира от XIII век. Интериорът от своя страна е преустроен през XVII век. През 1836 г. е преустроена от инж. Луиджи Радиче Фосати по нареждане на миланското семейство Галина.
Достъпна е от алея от вековни липи и е разделена на три фасади, които се отварят към просторен квадратен двор. Фасадата е от видимо кото с различни отвори в резултат на различните пренареждания и реставрации, които сградата претърпява през годините: структурата е скромна, което е характерно за романската архитектура; единственият украсен елемент от фасадата е сводестият портал с редуващи се теракота и каменни зъбци.
Основното ядро се характеризира с портик, украсен с декоративни стенописи, датиращи от XVII век, сега затворен от защитни прозорци. Оттук има достъп до вътрешните зали, обзаведени с камини и огледала от различни епохи. Горната част на стените е изписана с деликатни флорални и пейзажни мотиви с нимфи и херувими, обрамчващи великолепните касетни тавани.
Вътрешният двор е определен от три страни, едната от които е портик с колони в тоскански стил и касетен таван от сградата, докато четвъртата страна е с изглед към градината на дома.
Порталът, заедно с този на ректората на Сан Калимеро, е единственият пример за романски портал в градско строителство в Милано.
Днес една част от сградата е частен дом, а другата част от нея се използва за организиране на събития.